# Stibaera hersilia
Stibaera hersilia là một loài bướm đêm trong họ Noctuidae.